# Antonio María Herrero y Rubira
Antonio María Herrero y Rubira (Borja, Zaragoza, 28 de noviembre de 1714-Madrid, 1 de julio de 1767) fue un humanista, científico y escritor de España, hermano mayor del jurista Luis Herrero de Tejada y de la poetisa Luisa Herrero de Tejada.

## Biografía
Hijo de José Miguel Herrero y Catalina Rubira, nació en Borja, donde su padre tenía el oficio de corregidor. Estudió humanística, filosofía y teología en Huesca, doctorándose en teología en Toulouse a la vez que aprendía francés y aumentaba sus conocimientos de física.
Una vez de vuelta a Madrid, trabajó bajo la supervisión de Salvador Josef Mañer junto a quien publicó varios tratados.
Prosiguió con estudios en medicina y obtuvo el título de médico en el hospital general de la corte de Fernando VI. En esta época colaboró con el eminente doctor Bernardo Araujo.
Gracias a sus habilidades fue nombrado censor de las obras médicas impresas. Este cargo lo ejerció junto con Andrés Piquer, a pesar de la rivalidad que se tenían.
Completó su carrera como médico de la familia de Isabel de Farnesio.

## Obras
- Física moderna experimental sistemática, 1738. Trata sobre curiosidades físicas. Sólo se publicó el primer tomo, aunque estaban previstos cuatro.
- Mercurio literario, 1738. Precursor de las publicaciones periódicas de divulgación científica, a pesar de que solo se publicaron cinco ejemplares en dos años.
- Disertación Meteorológica, 1737. Sobre la aurora septentrional sucedida el 16 de diciembre de 1737.
- Estado político de la Europa. Traducción del libre en francés escrito por Le Mague.
- Impugnación universal de la doctrina Aritotélica.
- Gaceta literaria de Madrid. Colección de noticias curiosas sobre artes y ciencias.
- Diccionario Francés-Español, 1743. Considerado por Latassa como el mejor diccionario hasta la fecha.
- Vida de Thamás Kauli-kan Sophi de Persia.
- Ortografía moderna.